# 山口享佑子
山口 享佑子（やまぐち きょうこ、8月3日 - ）は、日本の声優、舞台女優。賢プロダクション所属。大阪府高槻市生まれ。賢プロダクション所属の声優による絵本の読み聞かせをする「けんけんぱーく」のメンバーである。オンライン声優養成所・SPOT講師。スクールデュオ基礎科夏合宿講師、特別クラス講師。専門学校ESPエンタテインメント大阪特別講師。専門学校ESPエンタテインメント原宿特別クラス講師。こどもアナウンス発声協会会員。

## 略歴
小学4年生の時、『タッチ』にハマりアニメや同人誌の面白さを知る。漫画家を目指すも右向きの顔しか描けず挫折。友人と漫画を読んで録音する事をきっかけに、演じる楽しさに目覚める。
小学校6年生の時に声優になることを夢見て、その夢を当時の親友に思い切って伝えたところ、「子供の頃の夢は叶わないから」と言われショックを受けるも後々この言葉がバネになる。
夢を追いつつも中学生の頃から夜中に家を抜け出して朝帰り、遅刻しそうになると休む、毎朝母に暴言を吐く、壁を殴り、物を投げるなどグレ始めていった。学校も休みがちになり、毎日が楽しくなく、芝居をしている時だけが楽しかったという。
中学2年生の時から高校卒業まで声優の学校に通う。高校卒業後、念願の青二塾大阪校に2年通うも査定で残れず卒業後、あてもなく上京する。
賢プロダクションの養成所であるスクールデュオの試験を受けるも不合格。舞台のオーディションを受け出演や藤原啓治、一龍斎貞友、三田ゆう子のワークショップなどに通い演技力を磨く。
「25歳までに声優になっていなければ大阪に帰ってこい」と姉から言われ、ダメもとで再度スクールデュオのオーディション再度受け合格し、5期生として入所する。
過去を捨て、心機一転したかったため、安斎勝洋に姓名判断をしてもらい「強子」「享佑子」という選択肢の中から「山口享佑子」に改名し、2005年に『Rhapsodia』で声優デビュー。
2013年に「知らない人の前で芝居がしたい！」と言う思いから、同じ賢プロダクション所属の冨田泰代と朗読ユニット・凸凹（デコとボコ）を結成し、朗読や紙芝居の読み聞かせを行っている。2015年には賢プロダクション所属の声優による絵本の読み聞かせを行う「けんけんぱーく」の立ち上げメンバーとして参加。
39歳で第一子誕生。

## 人物
声優としてアニメ・映画等の吹替えを行うほか、舞台にも出演。
4人姉妹の末っ子。4歳の時に父親が癌で他界し、母子家庭で育つ。
特技はイラスト描き、たこ焼き作り、関西弁、読み聞かせ、公園探し。趣味は本屋に行く、粘土細工。資格はJCDA認定キャリア・デベロップメント・アドバイザー、キャリアコンサルタント、ワークショップデザイナー。
自身の長所として「豪快だが敏感」、短所として「酒豪に見られる」を挙げている。

## 出演
太字はメインキャラクター。

### テレビアニメ
2006年
- こてんこてんこ

2008年
- カイバ
- ドルアーガの塔 〜the Aegis of URUK〜（子供B）

2009年
- かなめも（おばちゃん）
- コケッコーさん（ピーツ、ピート）

2010年
- 銀魂（幼少道満）
- のだめカンタービレ フィナーレ（マダムB）
- ひめチェン!おとぎちっくアイドル リルぷりっ（名月祖母）

2011年
- STAR DRIVER 輝きのタクト（ニシモリのおばちゃん）
- たまゆら〜hitotose〜（兄、女性A）
- ダンタリアンの書架（女）

2012年
- 夏色キセキ（住人）

2013年
- 犬とハサミは使いよう（呉繭子）
- しろくまカフェ（月子母）
- ダンボール戦機WARS（駄菓子屋のおばちゃん）

2015年
- プラスティック・メモリーズ（ミネコ）

2016年
- orange（アズの母親）

2017年
- SUPER LOVERS 2（大友）
- 霊剣山 叡智への資格（小虎の母）
- 活撃 刀剣乱舞

2019年
- MIX（ヨシコの母、顧問〈吹奏楽部〉）
- キャロル&チューズデイ（インコメタルおばさん）

2020年
- アクダマドライブ（店主）

2023年
- ひろがるスカイ!プリキュア（宮田緑）

### 劇場アニメ
- 宇宙ショーへようこそ（2010年）

### OVA
- 魔法使いの嫁 星待つひと（2016年、親族の女性） - コミックス第6巻アニメーションDVD付き特装版

### ゲーム
2000年代
- Rhapsodia（2005年、アドリアンヌ、ミランダ）
- アークライズファンタジア（2009年）

2010年代
- 時と永遠 〜トキトワ〜（2012年）
- 倭人異聞録 〜あさき、ゆめみし〜（2012年、お婆様）
- あかやあかしやあやかしの（2014年、遠近秋良〈幼少期〉）

2020年代
- ファイナルファンタジーVII リメイク（2020年）
- 明治活劇 ハイカラ流星組 -成敗しませう、世直し稼業-（2020年、立垣トミ）
- ゼルダの伝説 ティアーズ オブ ザ キングダム（2023年）

### ドラマCD
- 料亭遊戯（道代）

### 吹き替え

#### 映画
- 怨霊 -THE HOUSE-（プサラット）
- クリフハンガー（サラ）
- 黒い家（女教頭）
- 恋は突然に。
- 新・暗くなるまで待って
- スーパークロス
- アンティーク 西洋骨董洋菓子店（クレーム女性）
- 沈黙の報復
- 24GUNS（ベックフォード夫人）
- 飛べないアヒル
- HATCHET/ハチェット（シャノン）
- みえない雲（ローゼ）
- ラッキー・ユー
- ロフト.（ミリアム）

#### テレビドラマ
- ゴースト 〜天国からのささやき
- スーパーナチュラル
- ドレイク&ジョシュ
- ネイキッド・ブラザーズ・バンド（ベティ）
- メントーズ

#### アニメ
- ナルニア国物語（ビーバー夫人）
- ブーンドックス
- レミーのおいしいレストラン